# Storlabb
Storlabb (Stercorarius skua) är en fågel inom familjen labbar som förekommer i norra Atlanten.

## Utseende och läte
Storlabben är en stor och tung, gråtrutsstor fågel men en längd på mellan 50 och 58 centimeter och ett vingspann på 125 till 140 centimeter. Den är mörkbrun och har ovan rostgula längdstreck. Undertill är den stötande i grått. Vingarna är svartbruna, med en vit fläck. Stjärten är svartbrun med de båda mellersta pennorna förlängda och avrundade. Näbben och fötterna är svartaktiga. Fågeln är tystlåten utom vid häckplats, där nasala och ofta upprepade "gock" hörs och i samband med spel pressade "tjirr".

## Utbredning

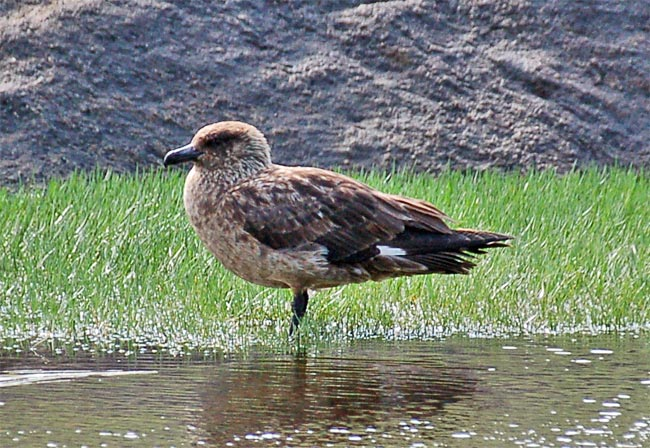
Storlabb fotograferad på ön Runde i Norge.

Den förekommer i norra Atlanten och häckar på öar och utmed kuster bland höga klippor eller på fuktiga höglänta kusthedar på Svalbard, Jan Mayen, Björnön, Island, Färöarna, Norge och Storbritannien. Storlabben är en flyttfågel och under vintern lever den mestadels helt pelagiskt och förekommer över ett mycket större område av Atlanten. Bland annat utanför Kanadas och Nordamerikas kuster men merparten återfinns från Biscayabukten till vattnen utanför nordvästra Afrika, och ett antal tar sig också in i de västra delarna av Medelhavet.

### Storlabb i Sverige
I Sverige är storlabben en sällsynt gäst och ses främst vid höstliga stormar utefter västkusten.

## Systematik
Tidigare fördes storlabben till släktet Catharacta tillsammans med de andra större labbarna, men senare forskning har visat närmre släktskap mellan labbarna och idag behandlar de flesta familjens taxon som ett släkte. Tidigare omfattade storlabben fem taxa men arten delades upp i tre arter där de andra två är  sydpolslabb (Catharacta maccormicki) och antarktisk labb (Catharacta antarctica). Med denna uppdelning omfattar istället storlabben bara ett taxon. Dock behandlar vissa taxonomer fortfarande alla dessa taxa som en art. För mer information angående labbars systematik; se labbar.

## Ekologi

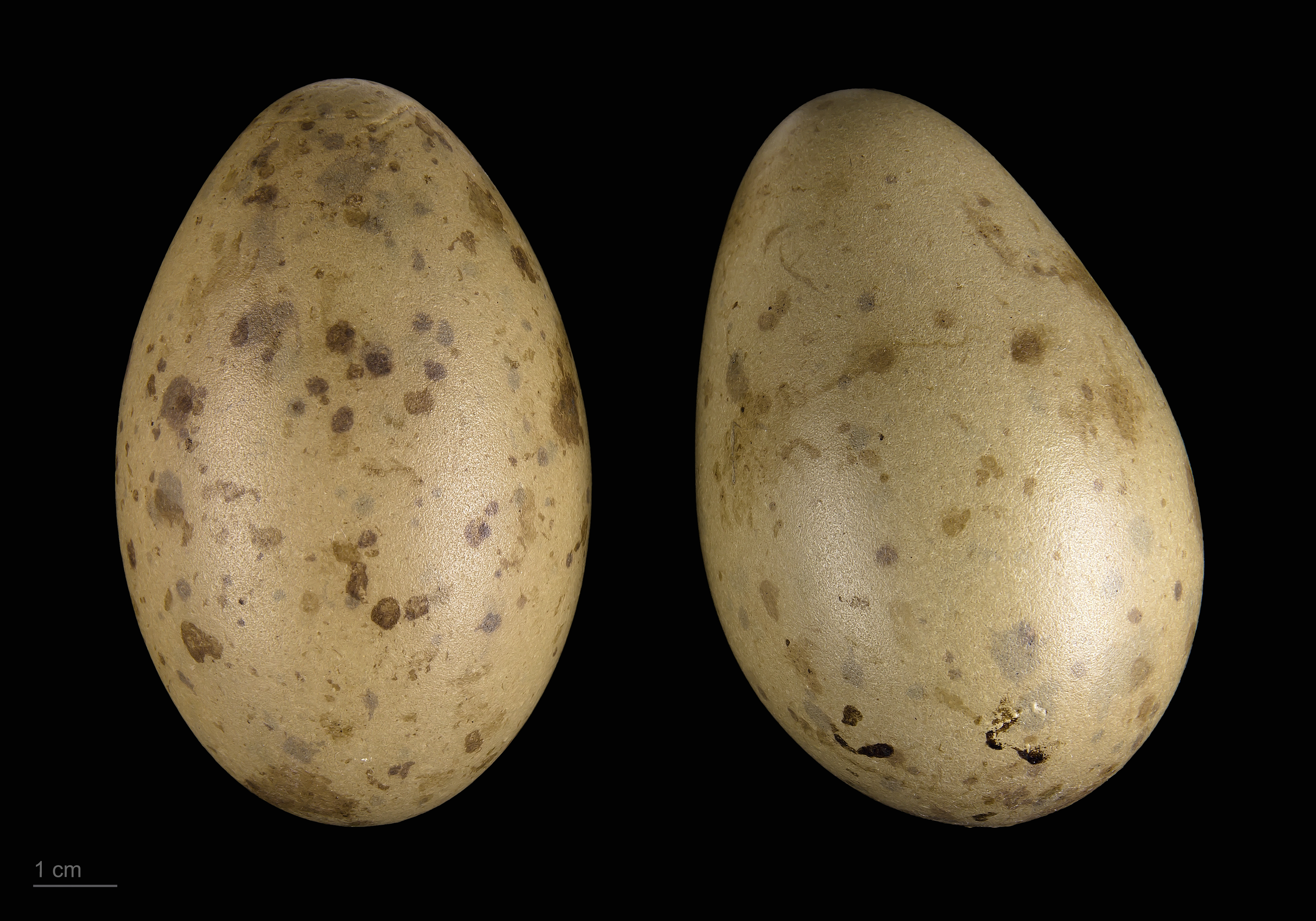
Stercorarius skua

### Häckning
Storlabben häckar som tidigast vid fyra års ålder. De häckar på kusthedar och klippiga öar i enstaka par eller i kolonier på upp till 1500 par. Boet som görs i ordning av båda könen placeras direkt på marken och består av en urgröpning som fodras med gräs eller andra växtdelar. De lägger oftast två fläckiga olivbruna ägg som ruvas av båda föräldrarna i cirka 29 dagar. Ungarna lämnar snabbt boet men blir flygga först efter cirka 44 dagar och tas sedan om hand av föräldrarna i ytterligare två eller tre veckor. Likt de andra labbarna försvarar de sina bon genom att attackdyka mot huvudet på inkräktare.

### Föda

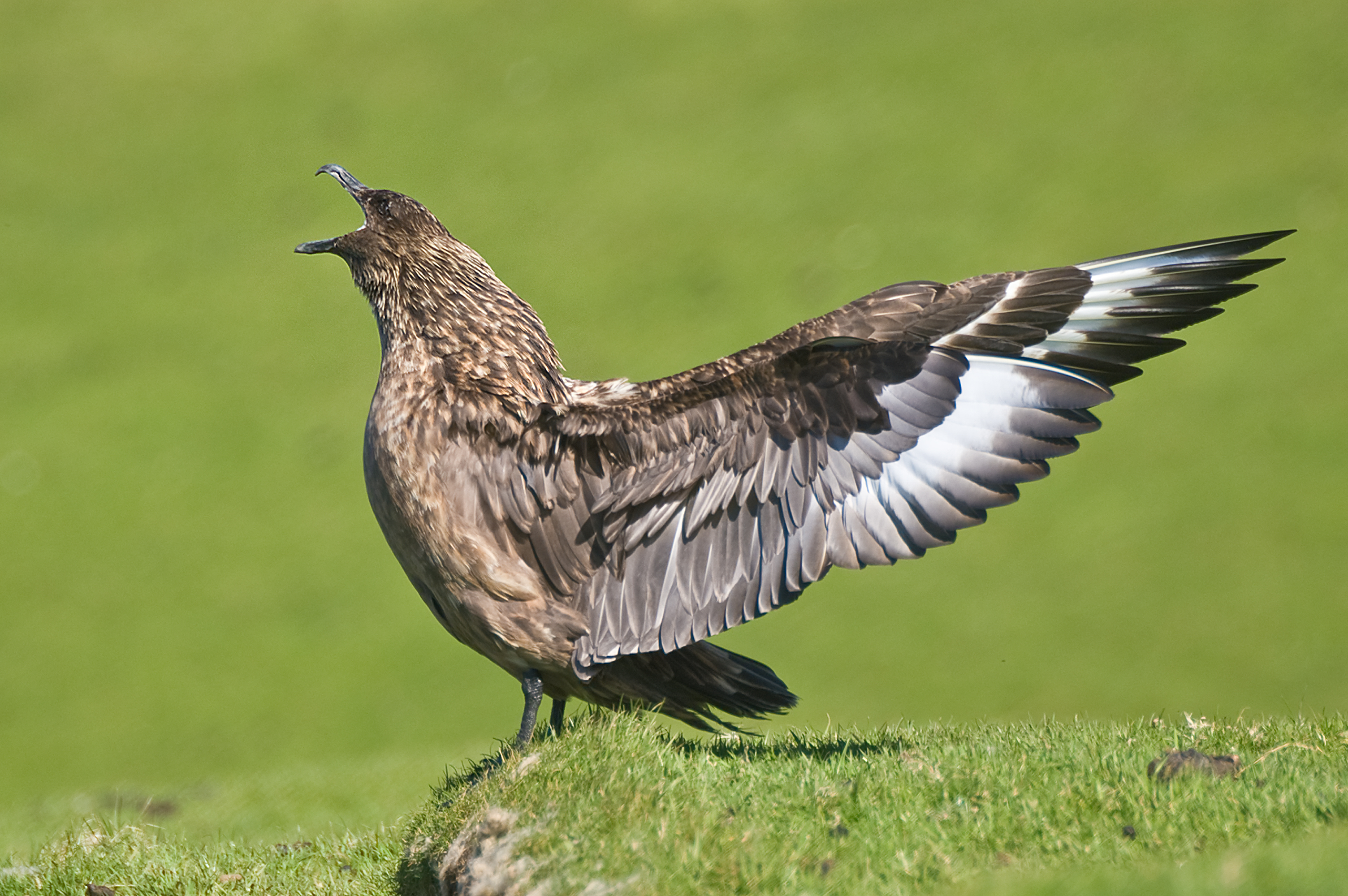

Storlabben äter främst fisk som den ofta erhåller genom kleptoparasitism, vilket innebär att den jagar andra fiskande fåglar, som trutar, måsar, tärnor och även sulor och stjäl deras byte. Den lever även av rov, främst andra sjöfåglar upp till havstrutars storlek, och den äter fiskrens, ägg, bär och as. Det finns observationer av storlabb som jagar klykstjärtad stormsvala om natten vilket är ett mycket ovanligt beteende hos en havsfågel.

### Predation
på grund av sin storlek, aggressiva natur och våldsamma försvarsmetoder av boet så har storlabben nästan inga naturliga fiender. Som pulli kan den bli dödad av råttor, katter och fjällräv medan en frisk adult individ bara kan hotas av kungsörn och havsörn.

## Storlabben och människan

### Status och hot
Arten har ett stort utbredningsområde och en stabil populationsutveckling. Utifrån dessa kriterier kategoriserar IUCN arten som livskraftig (LC). Populationen i Europa tillika världspopulationen tros bestå av 16 300–17 200 par.

### Namn
På svenska har fågeln även kallats havslabb och skualabb.